# دوروثي كولينز
دوروثي كولينز (بالإنجليزية: Dorothy Collins)‏ هي مغنية وممثلة أمريكية، ولدت في 18 نوفمبر 1926 في وندسور في كندا، وتوفيت في 21 يوليو 1994 في وترفليت في الولايات المتحدة بسبب ربو.

## ترشيحات
- جائزة توني عن فئة أفضل ممثلة في مسرحية موسيقية [الإنجليزية]‏ (1972)

## وصلات خارجية
- دوروثي كولينز على موقع IMDb (الإنجليزية)
- دوروثي كولينز على موقع ميوزك برينز (الإنجليزية)
- دوروثي كولينز على موقع قاعدة بيانات برودواي على الإنترنت (الإنجليزية)
- دوروثي كولينز على موقع قاعدة بيانات برودواي على الإنترنت (الإنجليزية)
- دوروثي كولينز على موقع إن إن دي بي (الإنجليزية)
- دوروثي كولينز على موقع ديسكوغز (الإنجليزية)
- دوروثي كولينز على موقع قاعدة بيانات الفيلم (الإنجليزية)